# José Joaquín Martínez (impresor)
José Joaquín Martínez (¿La Rioja?, ca. 1685 - Pamplona, 1 de agosto de 1742) fue un "maestro impresor", librero y editor que trabajó en Pamplona durante 23 años, desde 1718 hasta su muerte en 1741. Se tiene noticia de que imprimió 64 libros, que representan el nueve por ciento de la producción en Navarra a lo largo del siglo XVIII.

## Origen y primeros trabajos
Se desconoce el lugar de origen de José Joaquín Martínez. Es probable que procediera de La Rioja y que se dedicara a la imprenta ambulante con un taller de su propiedad. Se tiene constancia documental de que en 1713 ya trabajaba como impresor y de que dos años más tarde se encontraba en Viana donde, con probabilidad, fue contratado por Francisco Picart para ayudarle en la composición e impresión del tomo quinto de los Anales del Reino de Navarra. Picart había trasladado su taller desde Pamplona a esta localidad para facilitar la corrección de pruebas a su autor, Francisco de Alesón, donde residió con carácter temporal. 
Cuando concluyó el trabajo, Picart regresó a su domicilio en la capital navarra mientras que José Joaquín Martínez permaneció en Viana para atender el encargo de la impresión de una biografía del misionero jesuita en América Juan de Viana escrita por el también jesuita Juan Bautista Lanciego Eguílaz, natural de esta localidad. En 1718 terminó la impresión, que llevó a cabo con "limpieza" y "tipos buenos", y se trasladó a Pamplona donde se instaló como impresor y residió el resto de su vida. Al año siguiente sacó su primer libro y colaboró de nuevo con Francisco Picart en la impresión del tomo segundo de 'Sermones varios del carmelita Juan de Jesús María.

## Matrimonio y vivienda
Se instaló en Pamplona en un edificio ubicado entre las calles Chapitela y Mercaderes, del que tomó en arriendo "los cuartos bajos" y una "botiga" (tienda) situada enfrente por los que pagó 40 ducados anuales. El alquiler lo suscribió juntamente con un tal Martín de Cildoz, escribano real, del que cabe suponer que era su socio capitalista. El negocio ocupó un lugar estratégico, a mitad de camino de la Fuente de Santa Cecilia y de la calle Zapatería, donde se concentraban las imprentas de la ciudad. En sus impresos se anunció como "maestro impresor" y "librero".
Al cabo de quince años, en 1733, actualizó el arriendo y se hizo con tres botigas y buena parte del edificio; en consecuencia, la renta subió a 131 ducados anuales. Pero no los pagó en su totalidad pues subarrendó al menos una vivienda, por la que percibió 24 ducados. El aumento de espacio le permitió abrir en la calle Chapitela la botiga, que hasta la fecha había estado en la de los Mercaderes.

### Primer matrimonio
José Joaquín Martínez se había casado, con anterioridad a 1729, con Magdalena Vidaurre, natural de Cirauqui y vecina de Pamplona, que probablemente no sabía escribir y que debía de contar con un abundante patrimonio. No tuvieron hijos. Al parecer fue una mujer especialmente devota, ya que perteneció a cuatro cofradías. En su testamento, dejó encargadas quinientas misas a los franciscanos, donde pidió ser enterrada, treinta a los trinitarios y otras tantas a los carmelitas calzados, todas a razón de dos reales cada una.

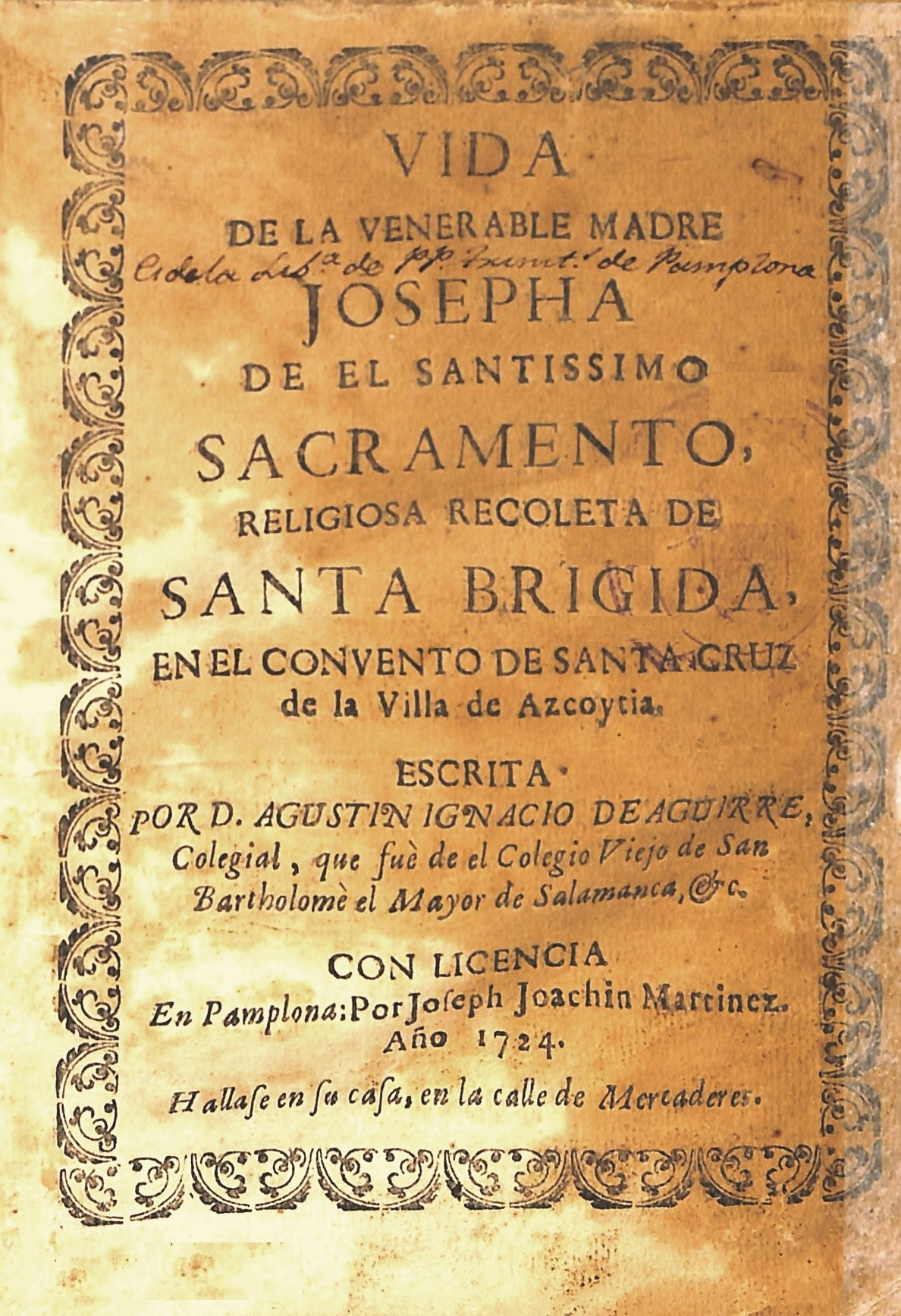
Vida de Josefa del Santísimo Sacramento, monja de Azpeitia (1724). Lo ha impreso y vende Martínez "en su casa de la calle de Mercaderes"

A su marido le dejó «todos los bienes, imprenta, oro, plata y muebles». A su sobrina Josefa Lorenz, que le había servido, le dio veinte pesos y un arca para cuando «tome estado»; y a Fermina de Esain, también sobrina y casada con el impresor Jerónimo Anchuela, cierta cantidad de dinero y sus «vestidos interiores y exteriores», y a su esposo regaló «una porción de libros para componer su tienda y botiga». Sin embargo, Martínez no cumplió esta última manda porque estaba reñido con Anchuela. También dispuso que se ayudara económicamente y le se dieran «algunos libros de que necesite» a María Antonia de Ripa, si, como pretendía, se hacía monja.

### Segundo matrimonio y muerte
En 1735, al año de haber quedado viudo, se volvió a casar, en esta ocasión con María de Lizasoain, viuda, perteneciente a una rica familia de agricultores de Beriáin, que aportó como dote cuatrocientos ducados Posiblemente tampoco sabía escribir, ya que no firmó los documentos relacionados con el matrimonio. Tampoco tuvo descendencia.
José Joaquín falleció “con accidente repentino” cuando visitaba el convento de capuchinos de extramuros de Pamplona y, por este motivo, no pudo ser “confesado y oleado”. No había cumplido 60 años. Fue enterrado en el convento de los franciscanos con la que había sido su primera esposa.
Dejó un patrimonio considerable, lo que motivó la pretensión de disfrutar de la herencia por parte de diversos familiares, entre los que figuraban algunos parientes de Alfaro , así como por el Tribunal de Cruzada, que adujo derechos al haber muerto Martínez sin testar. Finalmente los jueces declararon heredera única a la viuda, María de Lizasoain. Esta continuó al frente del negocio, con la denominación de "Herederos de Martínez", hasta que al cabo de dos años, en 1743, se casó con Miguel Antonio Domech, quien se hizo cargo del mismo.

## Empleados del taller

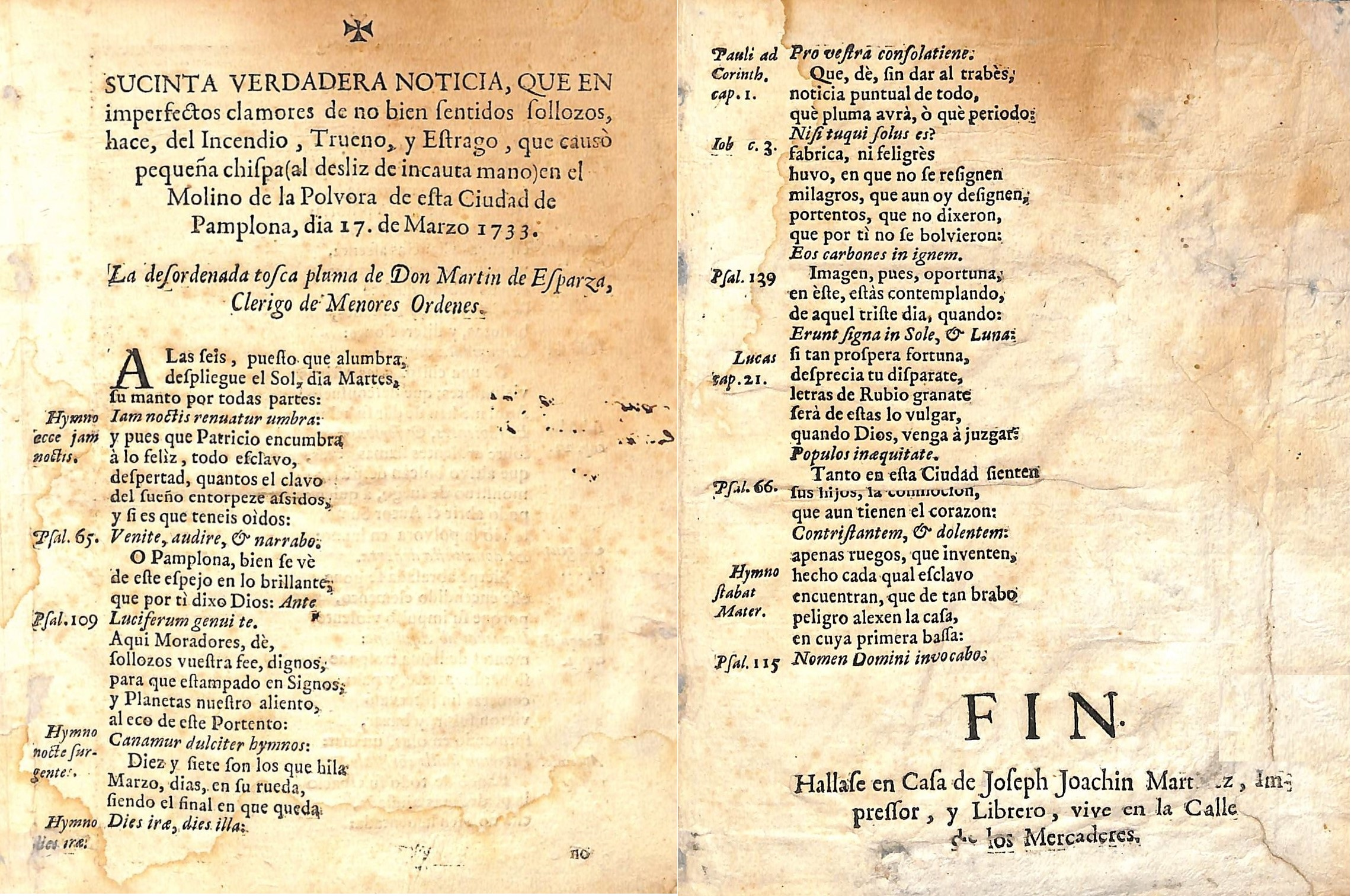
Pliego suelto sobre la explosión del molino de la pólvora de Pamplona, en 1733, que ocasionó tres muertos e importantes daños materiales

El volumen de trabajo que desarrolló el taller de José Joaquín Martínez exigió la contratación de oficiales y aprendices. Se tiene noticia de que en torno a 1735 tuvo un número considerable de empleados, en su mayor parte procedentes de Aragón. Es el caso de Jerónimo Anchuela, que aquí comenzó como "mancebo" y ascendió a oficial para finalmente establecerse por cuenta propia, gracias a su matrimonio en 1730 con Fermina de Esain, sobrina de la primera esposa de Martínez. José Botaya, también aragonés, prestó sus servicios hasta que se estableció por cuenta propia. Por su parte, Pedro Lorenz estuvo a las órdenes de Martínez y acabó montando una imprenta y librería en San Sebastián. 
Como "criados" del taller aparecen Andrés de Tortosa, Juan Camín, Pedro Berástegui y Francisco Estruel, que posteriormente pasaron a otros talleres, siempre como asalariados.
Asimismo Martín José de Rada comenzó como aprendiz de librería con catorce años y continuó como oficial durante diez, hasta se que se casó con la heredera del impresor y librero Alfonso Burguete y pasó a dirigir el negocio de su suegro.
En 1740 empleó a tres “criados”, aunque no se precisan sus nombres, que manejaron las “prensas para todo género de impresiones”.
Fermina de Echauri, criada de la casa, en ocasiones ayudaba en la imprenta y librería.

## Producción de libros
José Joaquín Martínez trabajó desde 1715, cuando se instaló por poco tiempo en Viana, hasta su muerte en 1741. Son 26 años de actividad intensa y sin interrupciones relevantes que ofrecen el balance de 64 libros, lo que representa una media de 2,5 por año. Esta cifra le sitúa por encima de sus colegas pamploneses, y de hecho supone el nueve por ciento de la producción de libros en Navarra durante el siglo XVIII.
| Producción de libros de la imprenta de José Joaquín Martínez (1716-1741) |
| ------------------------------------------------------------------------ |
|                                                                          |

Se registran sin libros en los años 1717 y 1718; en el primero, porque tras su estancia en Viana en 1716, con probabilidad todavía no se había instalado en Pamplona; mientras que en el segundo estaría montando su taller. Tampoco se conocen en 1723 y 1725, al comienzo de su actividad profesional. Por el contrario, a partir de 1726 y hasta 1739, durante casi tres lustros la imprenta produjo libros sin interrupción. Excepcionalmente en 1740 se interrumpió su aparición, aunque esto no significa que estuviera inactiva, ya que se tiene noticia de que en esa fecha sus tres oficiales trabajan en la impresión de diversos pleitos.
La relevante actividad del taller de José Joaquín Martínez alcanza su mayor ritmo en los años 30. En 1736 imprime ocho libros, en 1734 y 1735 cinco, y en 1728, 1731, 1737 y 1739 cuatro, lo que constituye un hito en relación con los demás talleres de la ciudad.

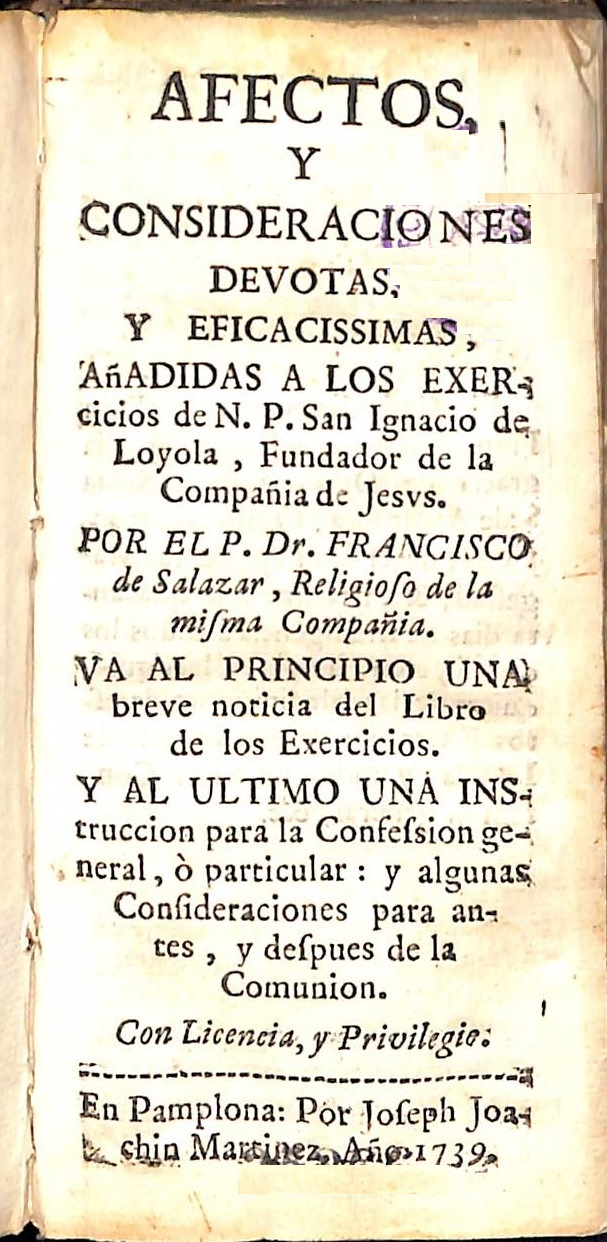
Afectos y consideraciones devotas del jesuita Francisco de Salazar. Martínez lo editó en varias ocasiones, en la correspondiente al ejemplar aquí reproducido tenía licencia para publicarlo durante cuatro años

En torno a 1735 Martínez realiza considerables tiradas de obras de piedad, entre las que figuran catecismos y los Ejercicios de san Ignacio que el jesuita tafallés Pedro de Calatayud distribuía en las celebradas misiones que predicaba por toda España. La encuadernación la encomendó al taller de Jerónimo de Anchuela, quien aseguró que le había encuadernado 8.000 ejemplares de los catecismos y 5.000 de los Ejercicios.
Llama la atención el elevado número de reediciones, que prácticamente representan la mitad de la producción. Todas, a excepción de dos ediciones del Libro Cuarto —gramática latina— del jesuita Bartolomé Bravo (1719 y 1727), se refieren a temas religiosos, de devoción popular, con una venta masiva y constante. Entre ellas destacan las cinco ediciones de Afectos y consideraciones devotas del jesuita Francisco de Salazar (1731, 1732, 1733, 1736, 1739).
En cuanto a la distribución temática de los títulos, como no podía ser de otra manera en esa época, se constata la hegemonía de la Religión, que comprende el 64 por ciento. Entre las 41 obras religiosas dominan las de piedad, con 32 títulos, mientras que las de contenido teológico suman nueve.
El segundo apartado temático en importancia es el de Historia, aunque a gran distancia del anterior, toda vez que solamente reúne nueve títulos. Está también vinculado a la Religión, ya que cinco son hagiografías. En cuanto al Derecho, entre los cuatro títulos registrados destaca la cuidada y compleja edición de la Novísima Recopilación de las leyes del Reyno de Navarra de Joaquín Elizondo (1735). En el de Ciencias se encuentran dos obras de medicina, una de filosofía y otra de ciencias naturales. Finalmente en el campo de la gramática aparecen las dos ediciones ya citadas de la gramática latina de Bartolomé Bravo, otra gramática del maestro pamplonés Pedro Antonio Martínez de Cabredo y la Poética de Ignacio de Luzán. 
Destaca el dominio prácticamente absoluto del castellano, en el conjunto de 64 obras impresas, toda vez que viene a representar el 90 por ciento. En este sentido, cabe recordar que más de dos terceras partes de los libros analizados son de contenido religioso, y dado que buena parte de la producción de ellos son de devoción, destinados a los fieles en general, el castellano es la lengua elegida para tratar estos asuntos.
El latín queda reducido a las dos “gramáticas” de Bartolomé Bravo, dos tratados de teología y uno de filosofía. El vascuence, por su parte, se emplea en dos obras de piedad popular: un librito sobre el rosario (1737) y un catecismo (1739). 

La calidad técnica de los libros impresos por José Joaquín Martínez se sitúa en el ámbito de la discreción. En torno al cincuenta por ciento tiene un nivel suficiente mientras que el treinta por ciento correspondería al deficiente.

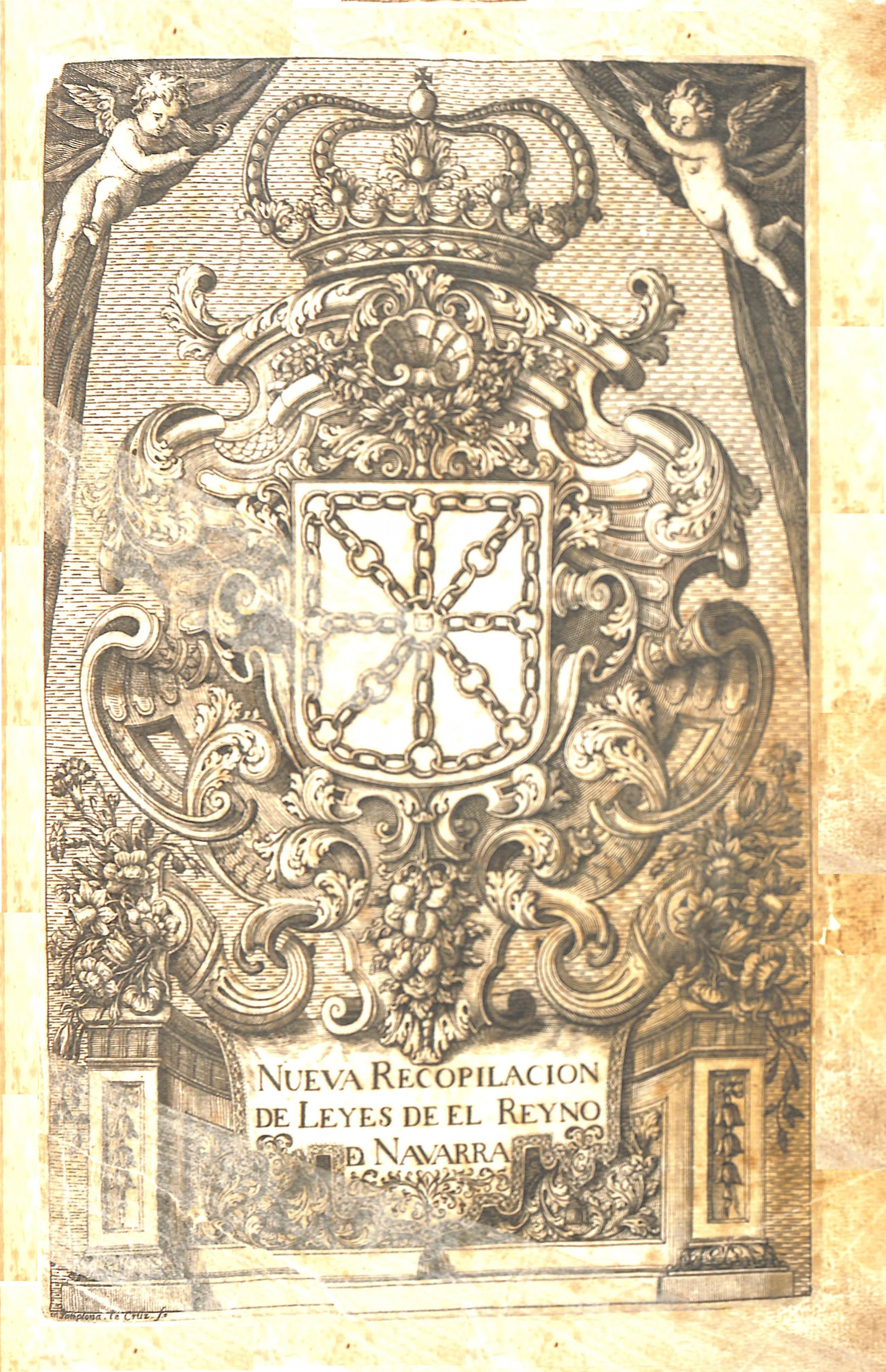
Frontispicio para el tomo I de la Novísima Recopilación grabado por J. de la Cruz. Su firma aparece en el ángulo inferior izquierdo: "Pamplona. La Cruz f[ecit] (lo hizo)"

## El reto de laNovísima Recopilación(1735)
Las Cortes de Navarra en 1702 habían acordado reunir en un sola obra toda la legislación promulgada desde 1512 —fecha de la conquista por Castilla— hasta 1716, la última asamblea del Reino cuya legislación se llegó a tiempo de incluir. El trabajo de recopilación de las leyes del Reino se encomendó en 1716, en segunda instancia, al abogado Joaquín Elizondo, quien lo entregó en 1724. El manuscrito ocupaba 1800 pliegos que se transformarían en dos volúmenes, de tamaño folio, de unas mil páginas cada uno.
La Diputación del Reino pidió presupuesto a lo cuatro impresores activos en Pamplona: Pedro José Ezquerro, Alfonso Burguete, Francisco Picart y José Joaquín Martínez. La oferta de este último fue la más favorable por precio y plazo de entrega, que sería de año y medio, y en consecuencia recibió el encargo. Se daba la circunstancia de que Martínez era el tipógrafo menos veterano y, por este motivo, el resto de sus colegas se sintió desairado por la concesión y trató de obstaculizar la adjudicación.
Como Martínez no encontró un avalista del contrato, posiblemente por presión de sus colegas impresores, la Diputación renunció a este requisito con la condición de no pagarle hasta que recibiera los ejemplares impresos. Esto supuso un grave quebranto para Martínez, que debería adelantar el coste de materiales y salarios.
La tirada se estableció inicialmente en mil "juegos", aunque al final se redujo a 549; se ha de tener en cuenta que cada juego constaba de dos volúmenes. El precio de impresión de cada pliego se fijó en 16 reales, el habitual para este tipo de encargos. Martínez debería utilizar una "letrería" (tipos de impresión) nueva y contratar más oficiales de imprenta para cumplir el plazo de entrega. El papel, como era práctica habitual, sería por cuenta del contratante —la Diputación—, que a cada resma (500 pliegos) añadiría una "mano muerta" (25 pliegos) para destinarla a pruebas de imprenta y correcciones. Finalmente se emplearon 1100 resmas adquiridas a cinco reales cada una.
La obra se entregará "en rama" —sin encuadernar, con los pliegos plegados y ordenados—, a excepción de 80 juegos que irán en pasta y con dorados, que se repartirán entre las instituciones de Navarra y de la corte de Madrid. En contrato detallaba las características de la encuadernación:

En pasta, dorados por los lomos y puestas las armas del Reino doradas en medio de ambas cubiertas de cada tomo, a precio de ocho reales cada libro; y que en lugar de jaspearlos por los cortes los dore y bruña cargándolos bien de oro; y las armas de las cubiertas sean proporcionadas y a más de ellas ponga un encajito o cuatro líneas doradas al canto de las cubiertas según el original que [Martínez] ha exhibido.

El solemne grabado calcográfico con las armas de Navarra que aparece en el primer tomo se encargó a Juan de la Cruz, un platero aragonés afincado en Pamplona. Este había planteado dos leones flanqueando el escudo pero la Diputación le ordenó sustituirlos por cornucopias, como alegoría de la prosperidad. La impresión del frontispicio, que se realizaba en tirada aparte, en el tórculo, también correspondió a José Joaquín Martínez, que cobró seis maravedís por cada grabado; claro está que por encima del precio de impresión de los dos volúmenes. Por este concepto el grabador cobró 600 reales y el impresor 170.
Dada la trascendencia jurídica de esta publicación, la corrección de las pruebas de imprenta se encomendó a los dos "síndicos" (abogados) de la Diputación, que trabajaron en jornada de mañana y tarde con el salario, por cuenta del Reino, de doce reales diarios.
En 1732 Martínez tiene la obra impresa y este es el momento de confeccionar el índice temático. De ello, al igual que de las correcciones se encargan los "síndicos". Esta tarea se retrasó excesivamente, desde septiembre de 1732 hasta la primavera de 1734, entre otros motivos por enfermedad de uno de los síndicos. De cualquier manera, la redacción fue minuciosa y sería de gran utilidad para el manejo de la recopilación legal: el índice del primer tomo ocupó 114 páginas a dos columnas y el del segundo 107.
Al fin, en agosto de 1735, se pudo imprimir la fe de erratas, la última obligación legal de la edición, que obviamente requería que la obra estuviera totalmente impresa para recopilar las erratas registradas. En consecuencia, 1735 figura en la portada como la fecha de publicación.
Quedaba pendiente la entrega de los 80 ejemplares encuadernados. A la vista de los requisitos técnicos exigidos por la Diputación, Martínez no era capaz de cumplirlos y tuvo que recurrir a un taller renombrado de Burdeos, el dirigido por Esteban de Labottiere, quien aun así tuvo problemas para hacer los dorados tal y como le exigían. Al fin fueron entregados en marzo de 1736.
La liquidación definitiva de la obra tuvo lugar en mayo de 1737, ocho años después de haber sido encargada. Conviene recordar que el impresor se había comprometido a ejecutarla en año y medio, aunque el retraso no se debió exclusivamente a él ya que los redactores del índice temático también fueron responsables. El coste final fue de 14 383 reales, lo que supuso un incremento sobre el precio inicial del 64 por ciento. A pesar de lo acordado inicialmente, la Diputación se vio obligada a autorizar en distintas fechas cuatro pagos a cuenta. Los dos correctores cobraron siete mil reales, la mitad que el impresor.

José Joaquín Martínez, a pesar del retraso en la entrega y del notable incremento de los costes, desde el punto de vista tipográfico cumplió el reto de la edición institucional de la recopilación de las leyes del reino de Navarra. Presentó dos volúmenes —de 1076 y 1122 páginas— impresos con calidad. La ejecución de este encargo no bloqueó la actividad cotidiana de su taller, pues durante el periodo de su impresión, desde 1731 hasta 1735, sacó a la luz 18 libros, al margen de los habituales y numerosos trabajos menores.

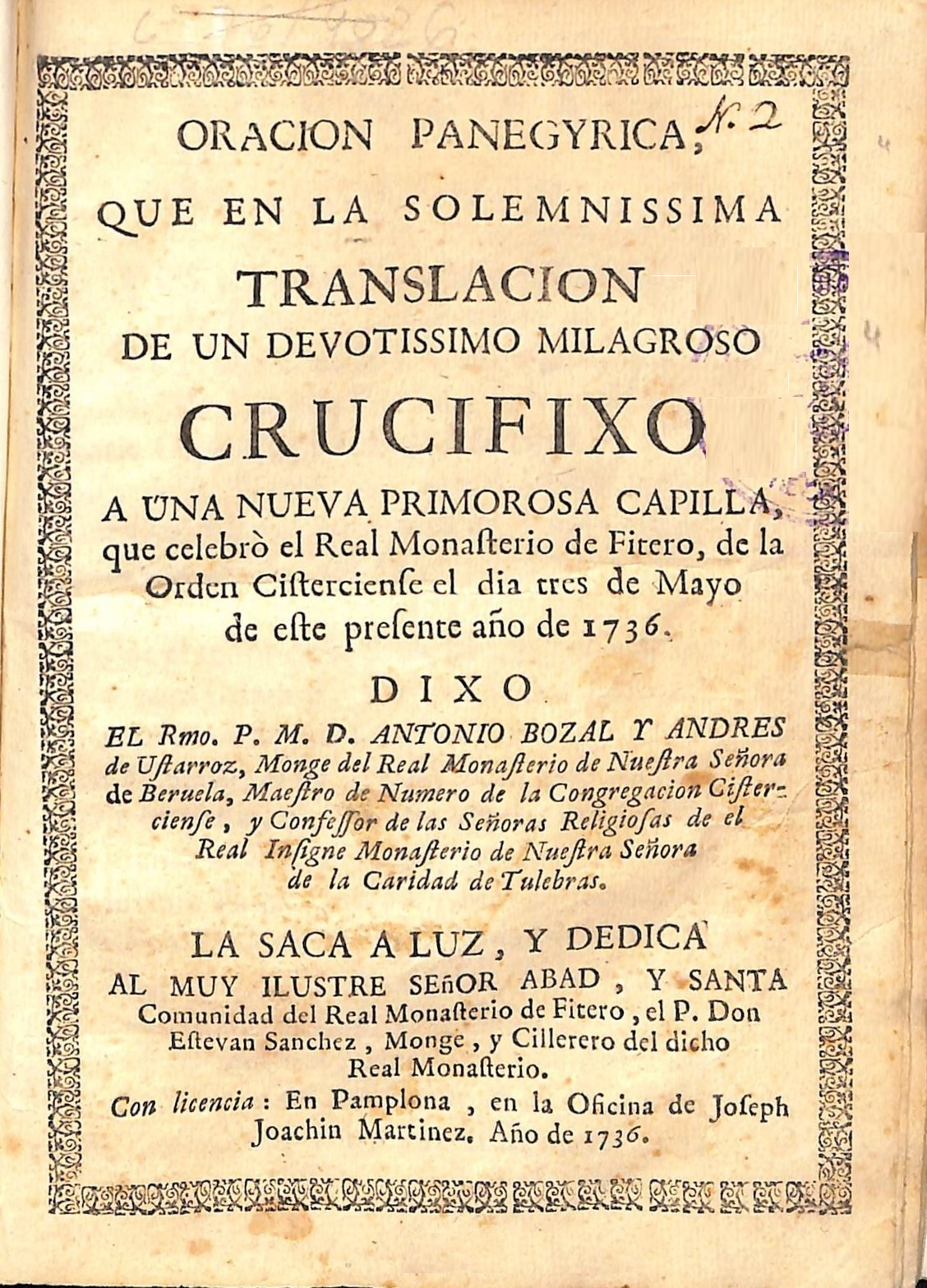
Sermón pronunciado en la inauguración de la capilla del Cristo del monasterio de Fitero. Lo editó el cillerero de esa comunidad (1736)

## Librero
Juan José Martínez, al igual que la mayor parte de sus colegas, compatibiliza el negocio de impresor con el de librero y, así, en diversas ocasiones se titula "impresor y librero" o "impresor y mercader de libros".
En 1731 toma como aprendiz de librero a Saturnino de Asiain. Tiene 14 años y su aprendizaje durará cuatro. En este tiempo el maestro, además de enseñarle el oficio, le proporcionará alojamiento, alimento, vestido y calzado. En el caso de que se escape de casa, su responsable, en este caso su madre, deberá devolverlo en quince días si se encuentra en Navarra y en treinta si ha huido fuera. Si no lo localiza ella pagará al maestro todo lo que este había gastado en manutención. Al cabo de los cinco años habrá recibido la formación propia del “empleo de librero” y el maestro le entregará un vestido nuevo para que, de manera digna, comience su vida laboral como oficial.

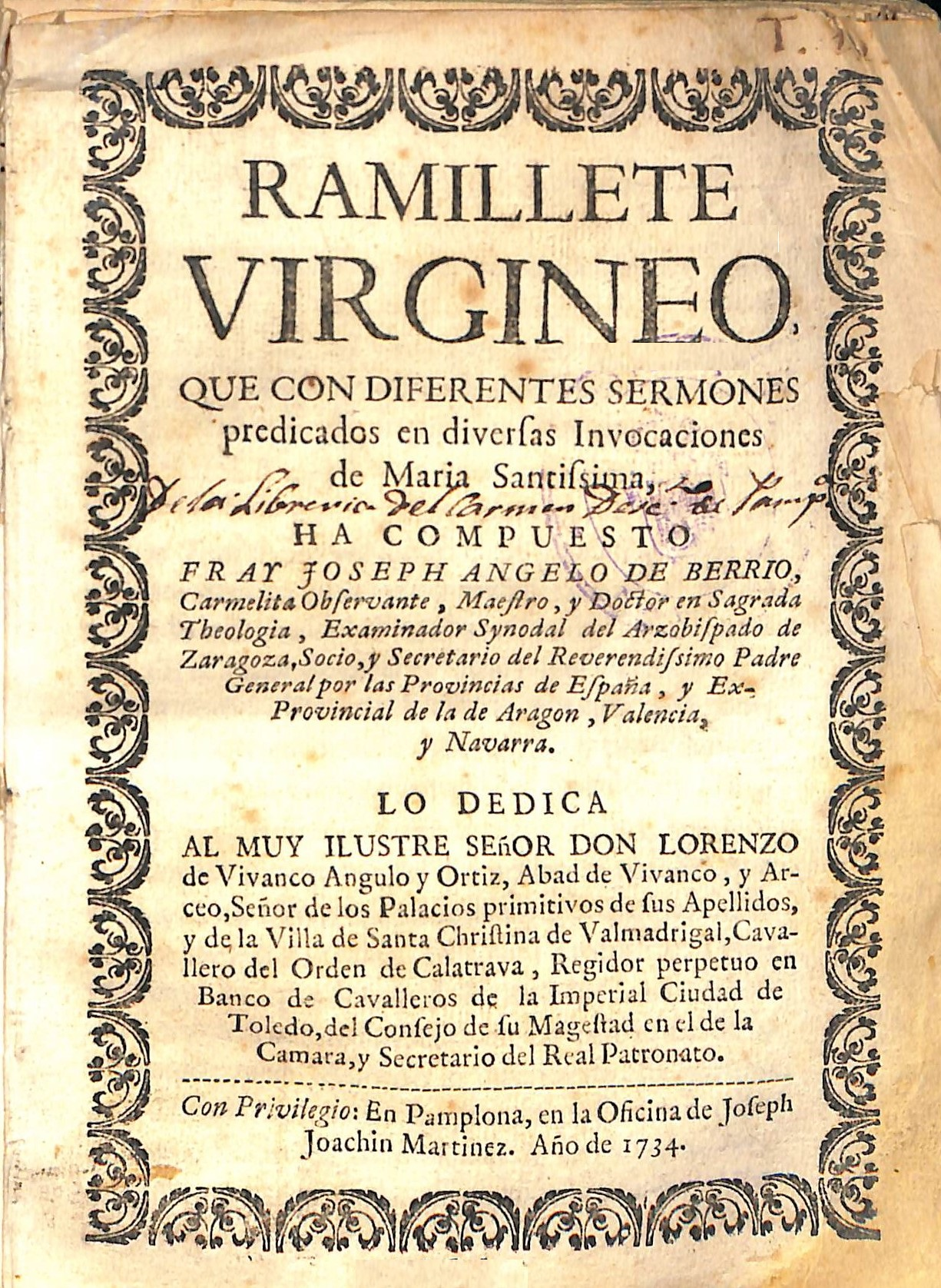
Ramillete Virgíneo. Portada barroca con texto extenso y abigarrado (1734)

Estas cláusulas se repiten sin variaciones notables en los contratos de aprendizaje, como se comprueba con Mateo de Inda, al que acoge para enseñarle el oficio de librero al mismo tiempo que a su hijastro. Inda tiene 17 años, sabe escribir, y, a pesar de que su edad, el tiempo de aprendizaje será también de cinco años. Concluido este periodo el maestro “le dará su vestido entero de aprendiz en la misma conformidad que se ha dado y da en dicho oficio de libreros sin cobrar cosa alguna”.

### Ventas en las "misiones" del P. Calatayud
Vende grandes cantidades de libros piadosos que se distribuyen con ocasión de las misiones que los jesuitas predican por toda España y, de manera especial, las que protagoniza el jesuita de Tafalla Pedro de Calatayud. Así, en 1734 envía al librero de la ciudad de Murcia Juan Royo  Pérez,  por importe de 14 000 reales, 8082 ejemplares de obras piadosas tales como los Ejercicios de san Ignacio, Combate espiritual, “doctrinas”, Vida cristiana, Retiro espiritual, Visita de enfermos, Dios solo. Estas publicaciones se venderían masivamente en la misión que en ese mismo año el afamado Pedro de Calatayud predicó en Pamplona. 
Al año siguiente, con el fin de “aprovechar las misiones” que Calatayud da en Valencia, Martínez envía a esta ciudad dos mil “libritos, título Compendio doctrinal, escrito por el P. Pedro de Pinamonti, de la Compañía de Jesús, nación italiana, y traducido y aumentado en la idioma castellana por el P. Pedro de Calatayud, misionero apostólico de la Compañía de Jesús ”. A los pocos días manda una segunda remesa aprovechando la vuelta a Valencia de un carretero de Fuentesclaras, que había llegado a Pamplona con un cargamento de lana. El envío está formado por otros dos mil ejemplares del Compendio doctrinal de Pinamonti, sin encuadernar, en dos fardos; 885 de los Ejercicios de san Ignacio, cosidos y encuadernados en pergamino; 505 del Tratado de la confianza en la misericordia de Dios del obispo de Soissons Juan Joseph Languet, en rama y encuadernados, y, en menor número, otros títulos semejantes.
La primera partida mandada a Valencia fue incautada, posiblemente por motivos relativos a la exportación de libros al reino de Castilla. Para resolver esta situación, José Joaquín Martínez escribió varias cartas a Pedro de Calatayud “suplicándole le favoreciese”. El percance se resolvió favorablemente para el librero navarro, quien finalmente obtuvo 1600 reales de beneficio. Sin embargo, este tipo de ventas tenía sus dificultades, causadas, como se ha explicado, por la normativa restrictiva del comercio exterior y por los intermediarios sin escrúpulos que en ellas participaban. El cobro del producto de las ventas en Valencia también tuvo dificultades y acabó en los tribunales, que tardaron en resolver el pleito quince años: el Consejo Real de Navarra falló en 1750 a favor de José Joaquín Martínez, cuando este había muerto hacía nueve años.
En 1737 compró libros a José de Horta, comerciante, editor y librero natural de Tafalla y afincado en Madrid, y este le reclamó el pago de una letra de 2.223 reales. Ese mismo año adquirió tres "cajas" de libros en Lyon, uno de los principales focos editoriales de Europa, por importe de 178 reales; en esta operación intervinieron los libreros Gilles de Lyon y Jean Duras de Bayona. 
El inventario de la librería realizado tras su fallecimiento ofrece un catálogo de publicaciones, en rama y encuadernadas, de diversa temática aunque con predominio de lo religioso. Hay ediciones propias y ajenas, así como nacionales y extranjeras.

## Editor
Se tiene constancia de que José Joaquín Martínez editó por su cuenta entre 1719 y 1735 al menos seis monografías y todas ellas de contenido religioso, fundamentalmente piadoso.
En 1736 el jesuita Juan Villafañe, "Maestro de Teología, rector del Real Colegio de Salamanca" ofreció a Martínez el privilegio exclusivo para la reedición del Compendio histórico en que se da noticia de las milagrosas y devotas imágenes de la Reina de los Cielos, del que era autor. Lo había publicado por su cuenta en 1726 en Salamanca en la imprenta de Eugenio García de Honorato. Se trataba de una obra enciclopédica, de 630 páginas y formato en folio, en la que se reseñaban los santuarios dedicados a la Virgen en España. Cabe pensar que, agotado el plazo de diez años del privilegio de edición que el autor poseía, lo ofreció a un profesional del libro para que por su cuenta sacara una nueva edición, y fue José Joaquín Martínez. Este, al cabo de siete meses contestó a Villafañe que “por sus ocupaciones no puede hacer dicha reimpresión” y, mediante documento notarial, le devolvió la documentación recibida sobre los derechos de publicación. Se da la circunstancia de que en ese año, en 1736, el taller de Martínez alcanzó el máximo nivel en la producción de libros, con ocho títulos. El rechazo de la oferta pudo ser por exceso de encargos o porque consideró que la obra no sería rentable. 
Cuatro años más tarde salió en Madrid, en la imprenta de Manuel Fernández, la "segunda impresión aumentada por su autor" del Compendio histórico. Llevaba el mismo privilegio y tasa que en la primera edición. A juzgar por el considerable número ejemplares conservados y su amplia distribución por España, debió de tener más aceptación que la primera.

## Galería de imágenes

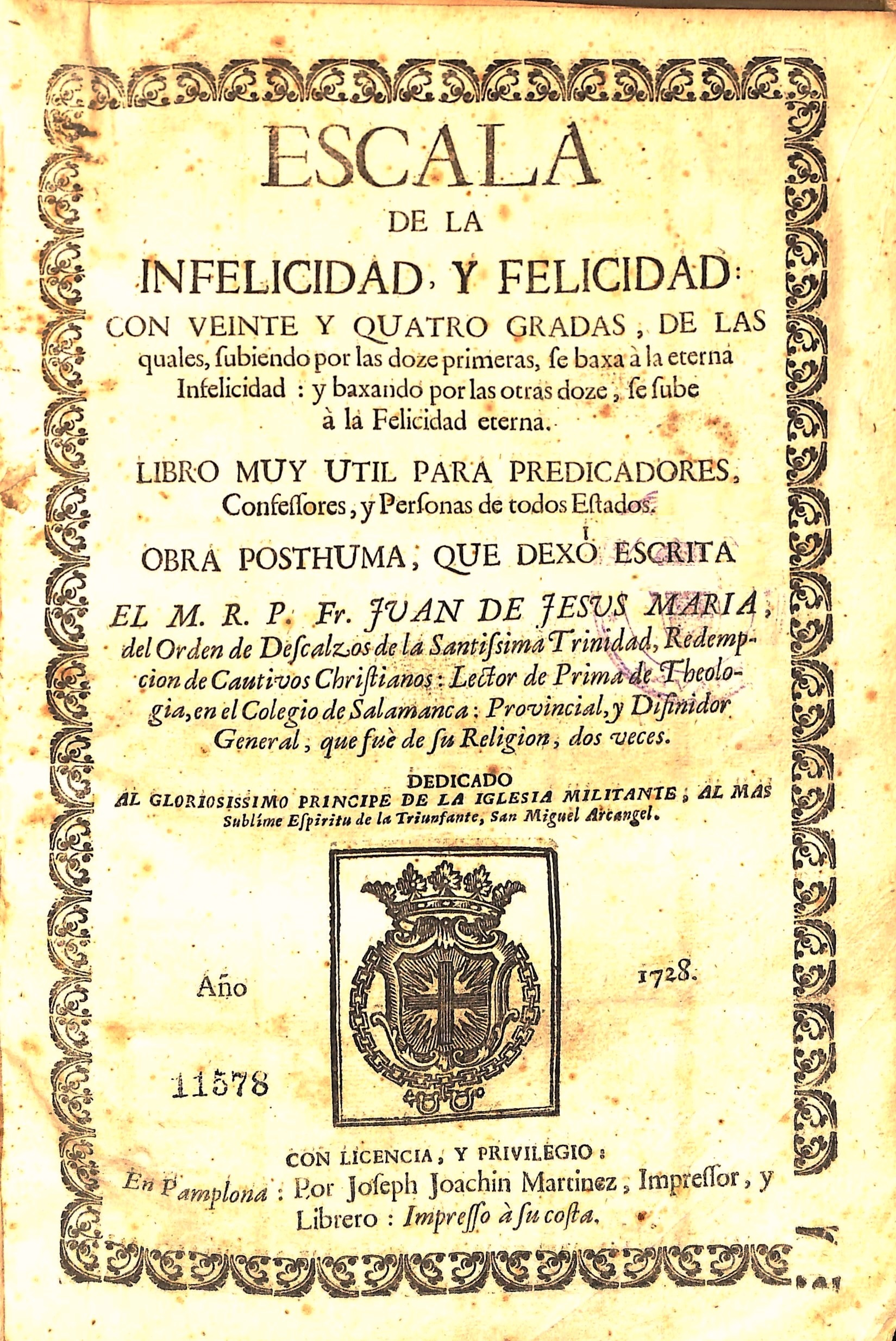
Escala de la infelicidad y felicidad, "impreso a su costa" (editado) por José Joaquín Martínez (1728)
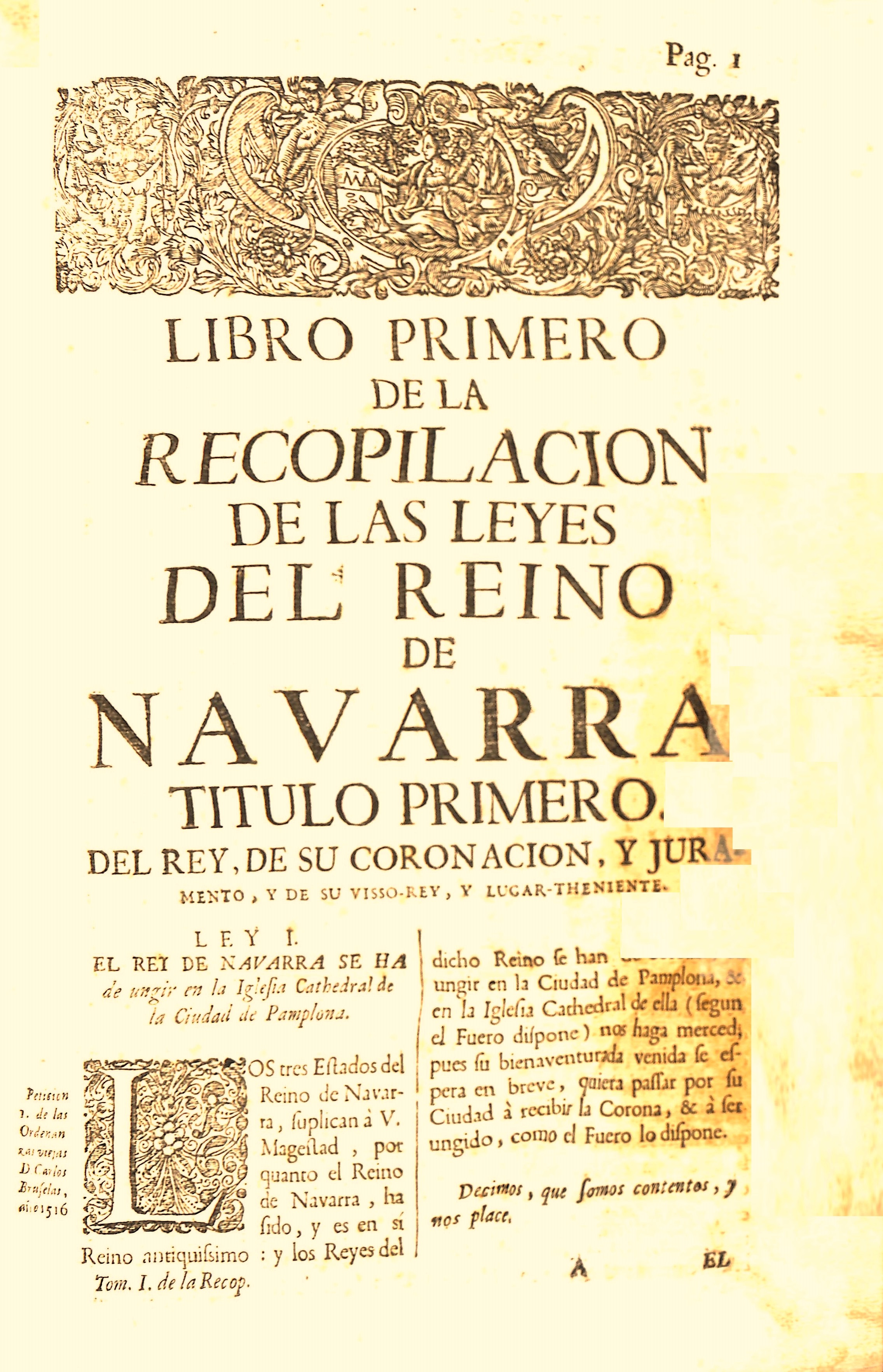
Novísima Recopilación, tomo I, Libro primero (1735)
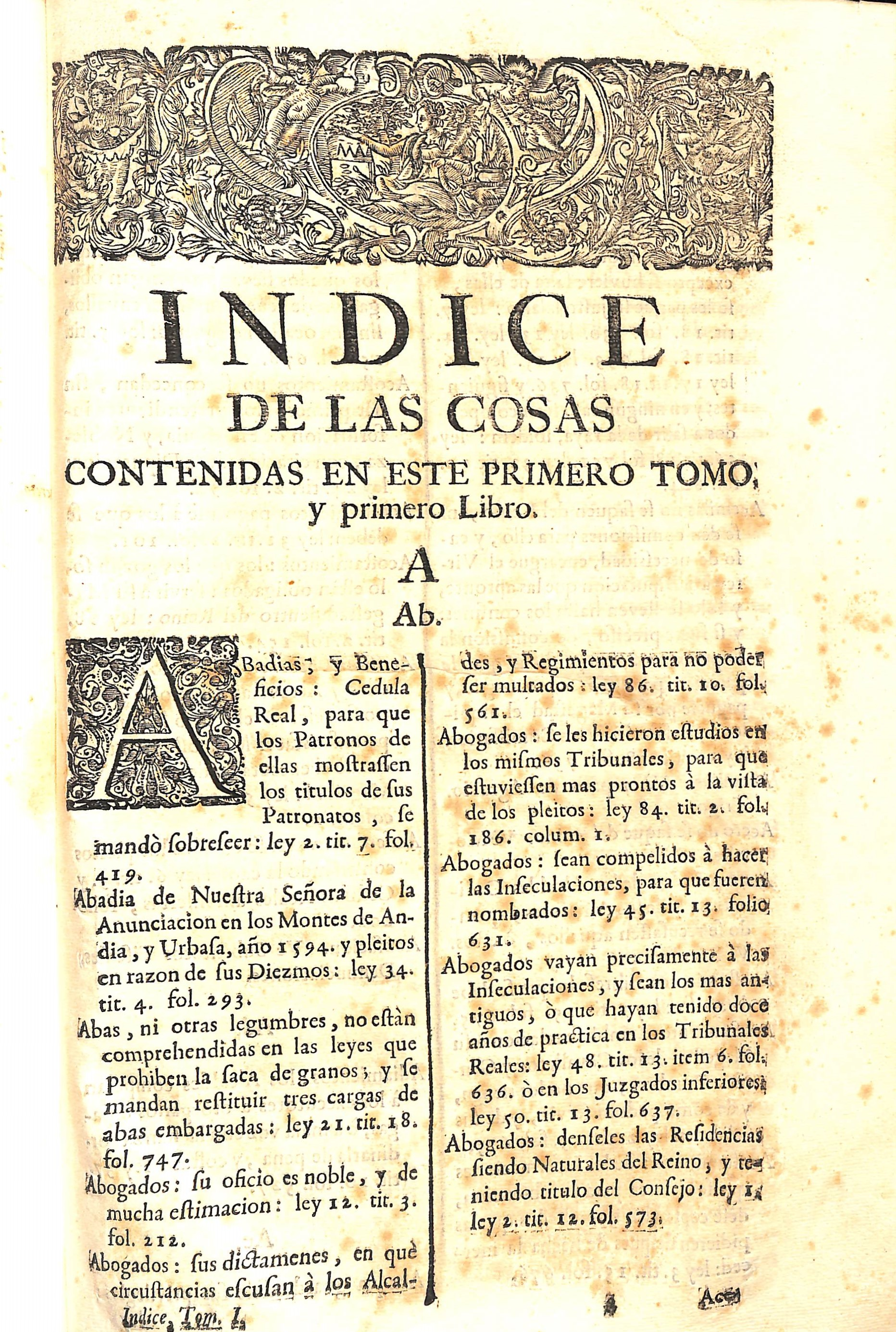
Novísima Recopilación, tomo I, Índice temático (1735)
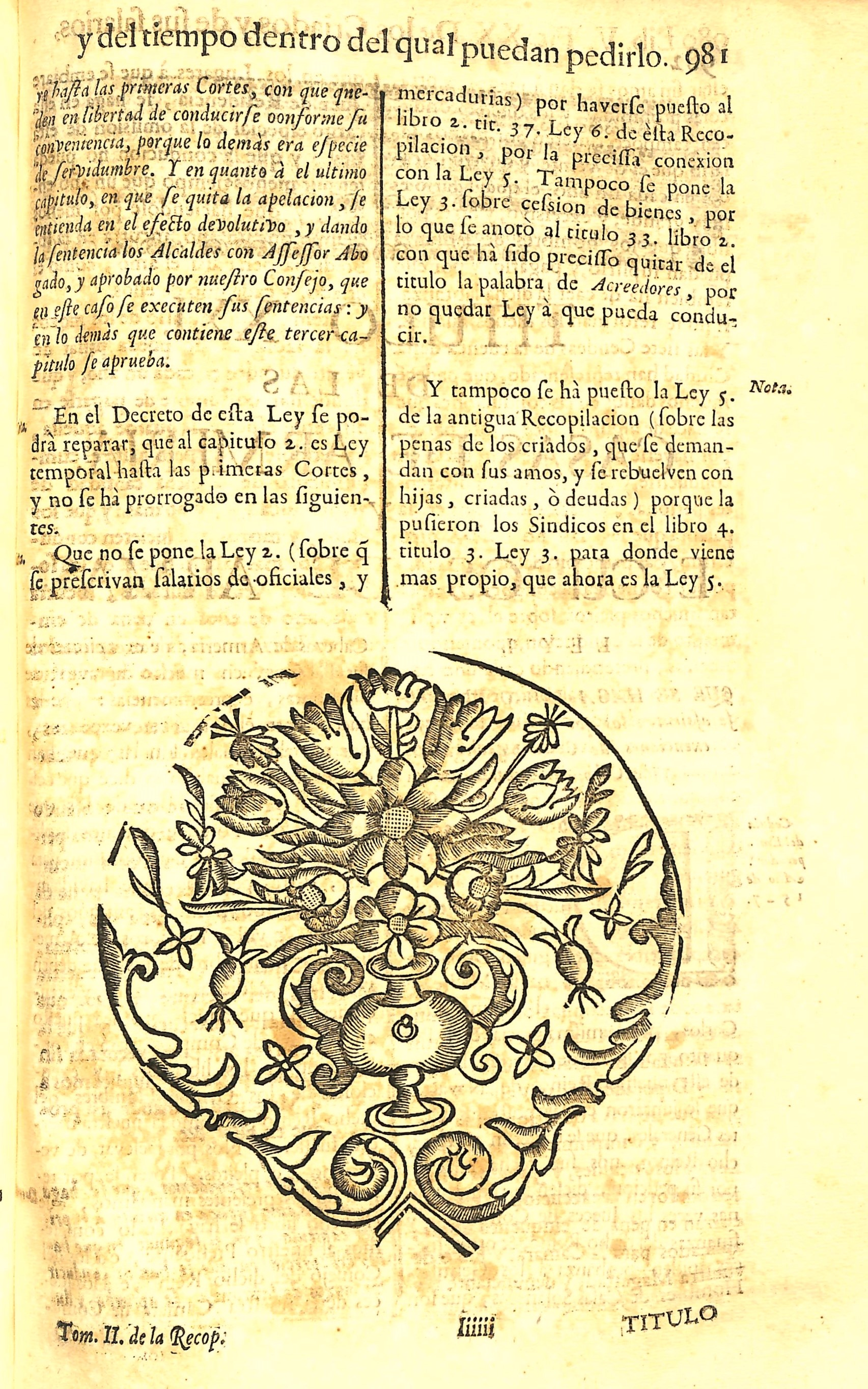
Novísima Recopilación. Viñeta para el cierre de página
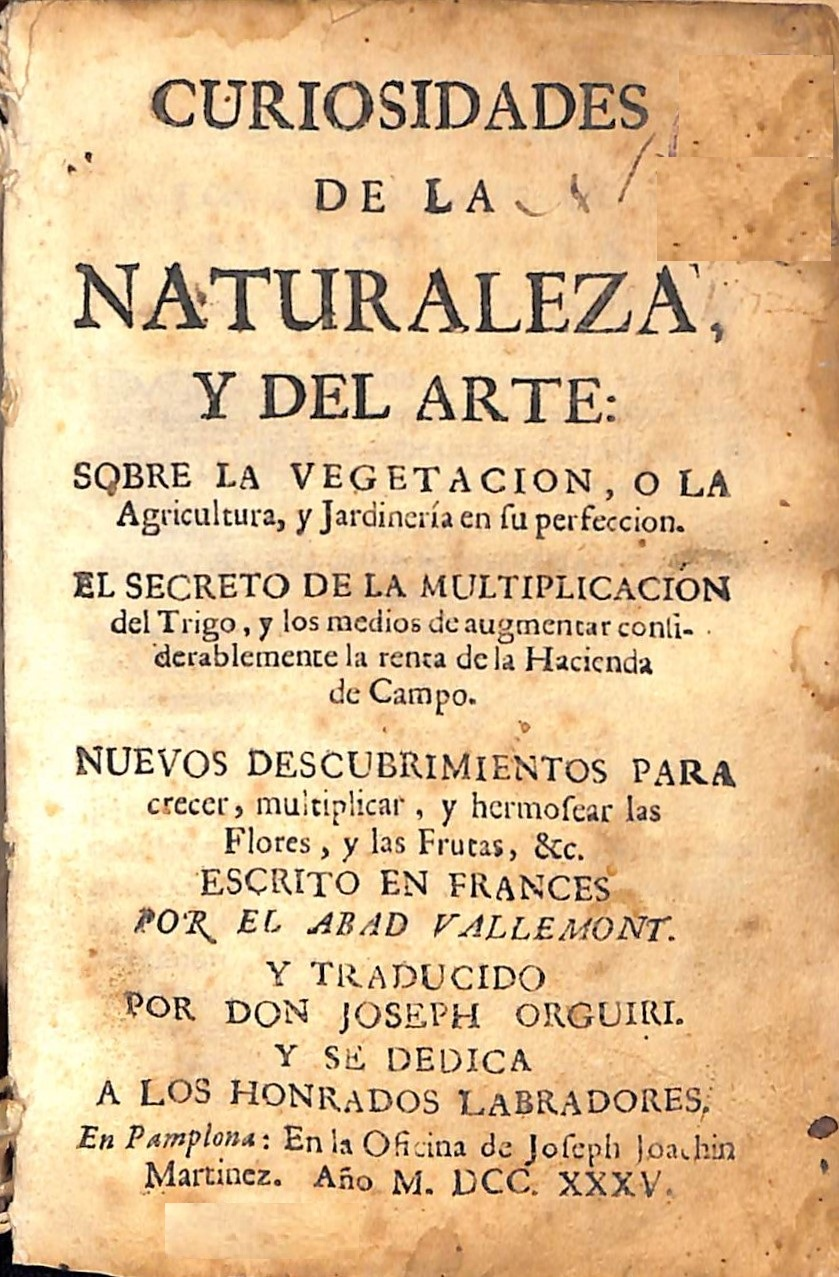
Curiosidades de la Naturaleza, dedicada a los "honrados labradores" (1735)
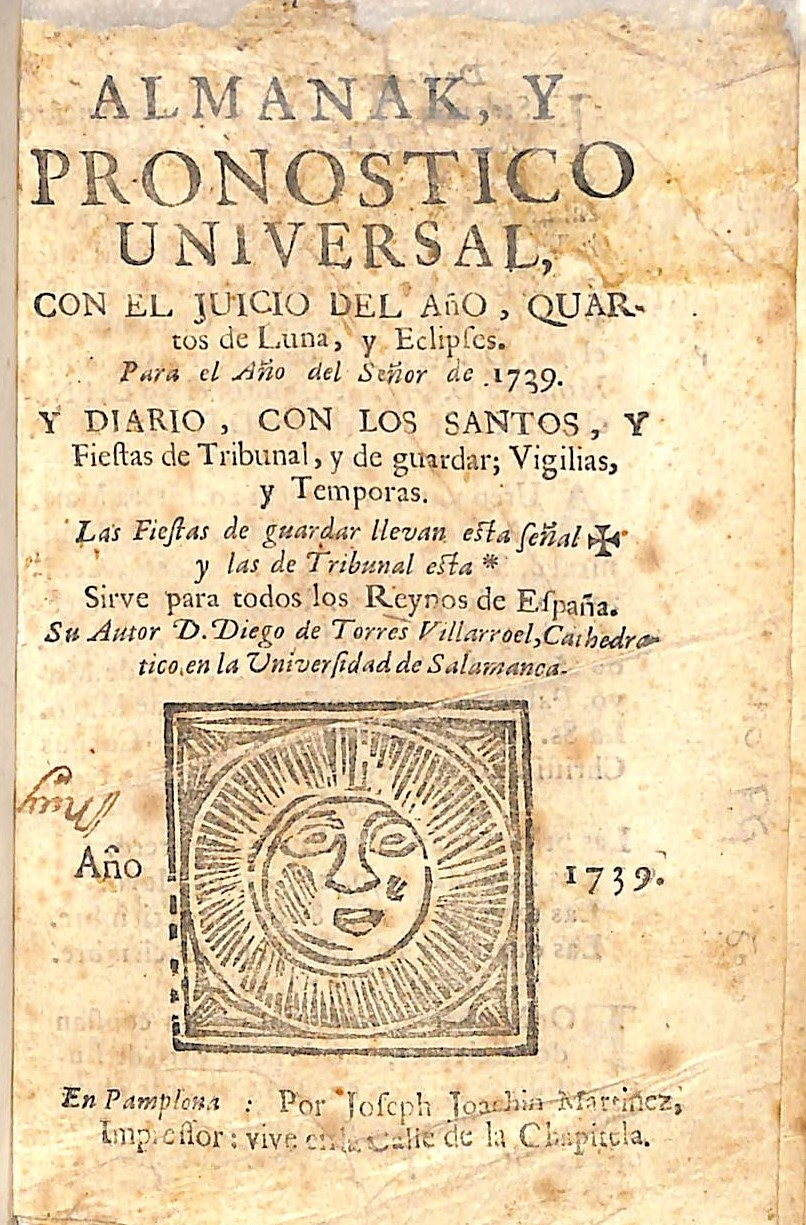
Almanaque para 1739 de Torres Villarroel impreso por José Joaquín Martínez